# 賀屋興宣
賀屋 興宣（かや おきのり、1889年〈明治22年〉1月30日 - 1977年〈昭和52年〉4月28日）は、日本の政治家、大蔵官僚。主計局長、大蔵次官を経て、第一次近衛内閣大蔵大臣、貴族院勅選議員。東條内閣でも大蔵大臣として戦時財政における中心的な役割を担った（賀屋財政）。戦後、衆議院議員、池田内閣法務大臣、日本遺族会会長などを歴任した。
位階は正三位、勲等は勲一等（後者は1946年返上）。広島県広島市出身。旧姓は藤井。

## 生涯

### 生い立ち
父は国学者の藤井稜威（いつ）、母は愛国婦人会幹事を務めた漢学者の賀屋鎌子。4歳の時、母方の伯父の家を継いで賀屋姓を名乗った。父方の祖父は山口県熊毛郡上関町長島の白井田八幡宮司・藤井厚鞆、父方の叔父に靖国神社第3代宮司・賀茂百樹がいる。賀屋氏の遠祖は南北朝時代の武将である赤松則村といい、江戸時代には代々広島藩士として浅野家に仕えていた。江戸詰めとして江戸に居を構えていたが明治維新により広島に戻ったという。
広島第一中学校では囲碁棋士の瀬越憲作と同級であった。
1908年（明治41年）、旧制第一高等学校英法科入学。一高の同級生には英法科では河上丈太郎、神川彦松、河合栄治郎（経済学者）、渋沢正雄、ほか独法科の田中耕太郎、永野護など。また、一年下の後輩に近衛文麿、菊池寛、後藤隆之助など。
1911年（明治44年）、東京帝国大学法学部政治学科入学。東大法学部時代の成績は本人によれば、5、6番である。結核と母の病死のため二度休学したため6年在学し、卒業時の年齢は28歳であった。1917年（大正6年）、東京帝国大学法科大学政治学科卒業。法学士取得。

東大法学部では「永遠の師」と呼ぶほど筧克彦の法理学に多大な影響を受け、以下の様に回想している。
講義の内容もほかの教授のような平板なものではなく、きわめて熱のこもった、スケールの大きい、深い、かつ組織的なものであった。学問の神髄にふれるようなものがあった。私の人生に深く影響を与えた人は母と本永［本永実一］とそして筧先生の三人といってもいいだろう。
また、山崎覚次郎の貨幣論に感銘を受け、日本銀行法は山崎の理論に依拠して作られたと述べている。

### 大蔵官僚
東大卒業後の1917年（大正6年）4月、大蔵省入省。産業に興味を持っていたため農商務省を志望していたが、広島一中・一高・東大法学部の先輩でもある同郷の長崎英造から大蔵省入りを勧められ、また早速整爾蔵相の影響もあり、大蔵省に入省した。入省同期には広瀬豊作（大蔵次官、鈴木貫太郎内閣大蔵大臣）、大野龍太（大蔵次官）がおり、大正6年入省組は賀屋含めて三名の次官を出したことになる。同年10月、高等文官試験行政科合格（10位/124位）。
入省直後から海外に渡航し、ニューヨークと欧州に勤務する。その後、主に主計畑を歩み、大蔵大臣秘書官、主計局司計課長、主計局予算決算課長、主計局長、理財局長、大蔵次官を歴任する。
大蔵官僚時代には陸海軍予算を担当し、少壮軍人達とも親しかった。1927年（昭和2年）ジュネーブ海軍軍縮会議、1929年（昭和4年）にはロンドン海軍軍縮会議に、それぞれ全権団の随員として参加。ロンドン会議では条約の締結賛成だったために、次席随員として参加していた山本五十六と鼻血を出す殴り合いを演じた。財政面で軍備の膨大な負担には耐えられないと主張する賀屋に対し、「賀屋黙れ、なお言うと鉄拳が飛ぶぞ！」等と怒鳴りつけて賀屋を黙らせた。
1936年、広田弘毅内閣が成立し、積極財政派で馬場鍈一（元上司）が蔵相として入閣すると、同時に軍部と強硬に渡り合ってきた賀屋は、津島寿一次官、石渡荘太郎主税局長、青木一男理財局長らとともに人事の対象となった。津島は退任し、石渡と青木は省外に放出され、賀屋は主計局長に移動となった
その後は戦時経済政策を方向づけることなどに貢献、いわゆる革新官僚（新官僚）の一人と目され、またその線での活動が目立った。

### 戦時下の大蔵大臣

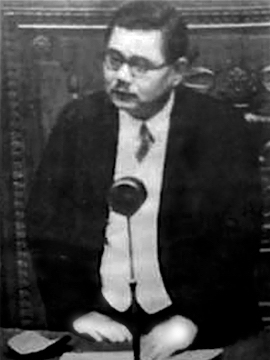
衆議院本会議場で答弁に立つ賀屋蔵相（1937年（昭和12年））

1937年（昭和12年）には第一次近衛内閣で大蔵大臣となる。なお、近衛や後藤隆之助（近衛のブレーン）は一高の一年後輩である。いわゆる「賀屋財政経済三原則」を主張して日中戦争戦時の予算の途を開いている。この当時から、石渡荘太郎・青木一男とともに「大蔵省内三羽烏」と呼ばれるようにもなった。
1938年（昭和13年）12月9日、貴族院勅選議員。
1941年（昭和16年）の太平洋戦争開戦時の東条内閣で再び大蔵大臣を務めて戦時経済を担当したが、東郷茂徳外務大臣と共に米英に対する開戦には終始反対だった。
戦時下には戦時公債を濫発し、増税による軍事費中心の予算を組み、戦時体制を支えた。その予算編成は、華北における資源開発や大東亜共栄圏を中心としたブロック経済を想定したものであり、A級戦犯に指名された理由もこの予算編成の責任者だったことに起因したものと考えられている。
終戦直後の1945年8月には、大蔵省が設置した戦後通貨対策委員会（インフレーションを阻止する通貨政策を確立するために設立）の委員長に就任した。

### A級戦犯から政界復帰へ

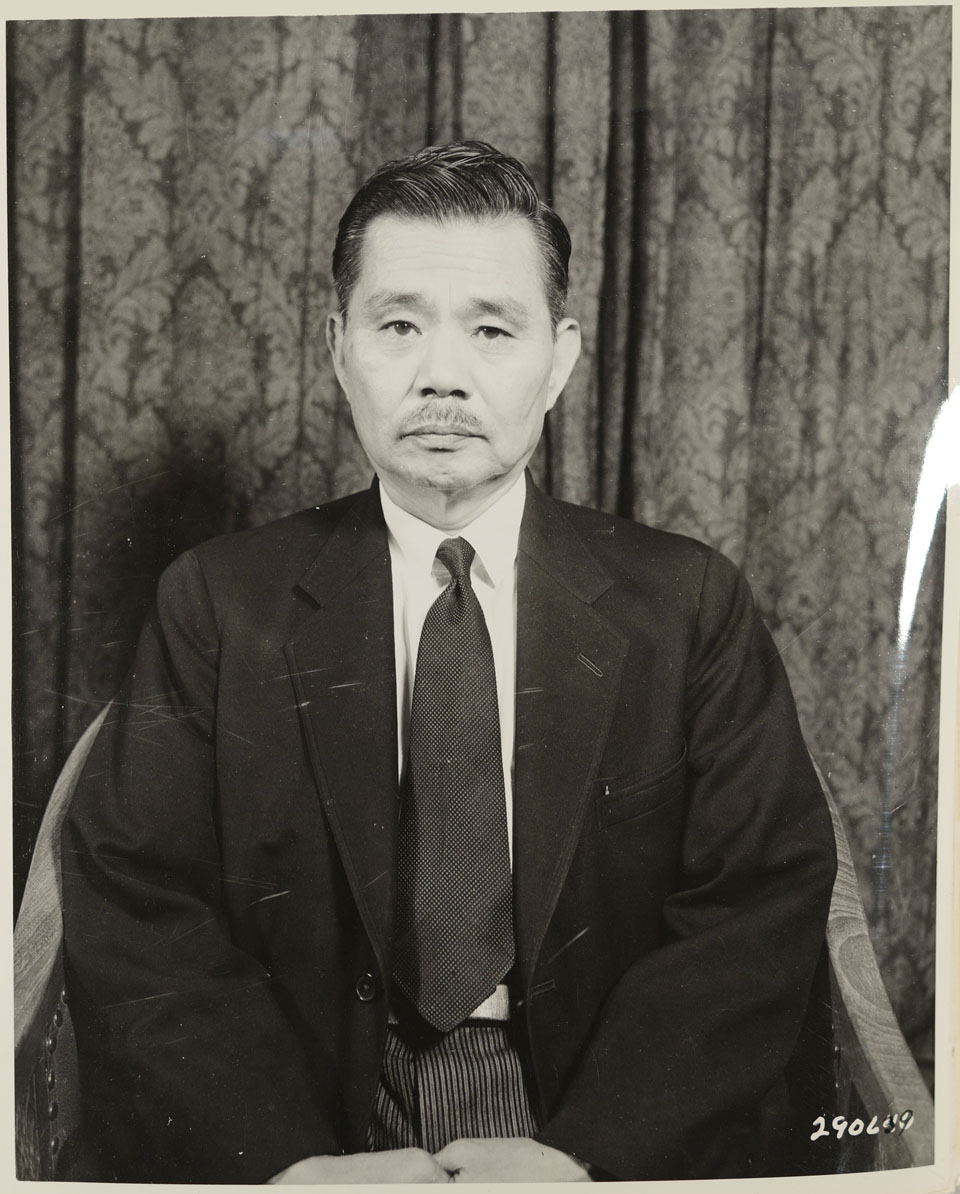
A級戦犯として巣鴨プリズンに出頭した際の賀屋

戦後A級戦犯として極東国際軍事裁判で終身刑となり、約10年間巣鴨プリズンに服役。児玉誉士夫によれば、獄中でも「これまで落ちれば、寧ろさっぱりして良いですね」等と悠然としていたという。また、岸信介は、お互い数年間規則正しい生活を強いられたおかげで持病等が無くなり、長生きできるようになったと回想している。賀屋は喘息持ちだったが、獄中生活で完治したという。
裁判では日本の共同謀議について戦勝国から問われたが、これについて賀屋は「軍部は突っ走るといい、政治家は困るといい、北（北進論）だ、南（南進論）だ、と国内はガタガタで、おかげでろくに計画も出来ずに戦争になってしまった。それを共同謀議などとは、お恥ずかしいくらいのものだ」と語っている。
「逆コース」中の1955年（昭和30年）9月17日に鈴木貞一、橋本欣五郎らと共に仮釈放。1958年（昭和33年）4月7日付けで、同日までにそれぞれ服役した期間を刑期とする刑に減刑された。同年第28回衆議院議員総選挙に旧東京3区から立候補し当選（以後5回連続当選）。
首相となった岸信介の経済顧問や外交調査会長として日米安全保障条約の改定に取り組んだほか、池田内閣の法務大臣、自民党政調会長などを歴任し、自由民主党右派・タカ派の政治家として有名だった。池田勇人は大蔵官僚時代に同郷の先輩であった賀屋に近かったとされ、総理就任後は彼を重用し、賀屋は熱心に岸の安保改定と池田の所得倍増政策に尽力した。
1972年（昭和47年）に政界引退（地盤は越智通雄が引き継いだ）。「自由日本を守る会」を組織、台湾を訪問し中華民国を擁護するなど独自の政治活動を続けた。
政界引退後は、アメリカ共和党や中央情報局（CIA）そして中華民国の蔣介石政権に広い人脈を持っていたり、日本遺族会初代会長となる等、国際反共主義勢力、自民党、右翼のトライアングルを結ぶフィクサーとして国内外の右翼人脈を築いた。2007年（平成19年）に開示されたアメリカ国立公文書記録管理局所蔵のある文書には、CIAが作成した日本の反共化を推進するのため現地協力者（行動員）のリストに賀屋の名が連ねられている。賀屋のCIAにおけるコードネームは「PASONNET-1」であったとされる。
1977年（昭和52年）に死去。88歳没。墓所は多磨霊園。

### 年譜

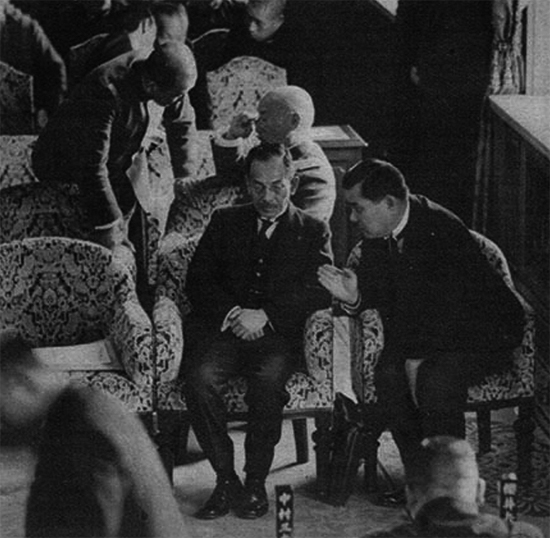
衆議院予算委員会室で秘密会を前に結城豊太郎蔵相（中央）に耳打ちする賀屋次官（右）、昭和12年

- 1889年（明治22年） - 広島県広島市鷹匠町（現中区本川町）に生まれる。旧姓は藤井。
- 1917年（大正6年）
  - 3月 - 東京帝国大学法科大学政治学科卒業
  - 4月 - 大蔵省入省
  - 10月 - 高等文官試験合格
- 1920年（大正9年）3月 - 主計局予算決算課
- 1927年（昭和2年）4月 - ジュネーブ軍縮会議全権随員
- 1928年（昭和3年）1月 - 大蔵大臣秘書官（事務担当）
- 1930年（昭和5年）3月10日 - 主計局司計課長
- 1932年（昭和7年）11月24日 - 主計局予算決算課長
- 1934年（昭和9年）5月22日 - 大蔵省主計局長
- 1936年（昭和11年）5月30日 - 大蔵省理財局長
- 1937年（昭和12年）
  - 2月2日 - 大蔵次官
  - 6月4日 - 第1次近衛内閣に大蔵大臣として入閣
- 1938年（昭和13年）12月9日 - 貴族院勅選議員に勅任[12]
- 1939年（昭和14年） - 大谷尊由の後任として、北支那開発株式会社第2代総裁に就任
- 1941年（昭和16年）10月18日 - 東條内閣に大蔵大臣として入閣
- 1945年（昭和20年）9月 - A級戦犯の容疑で逮捕拘束
- 1948年（昭和23年）11月12日 - 極東国際軍事裁判により終身刑の判決を受け服役
- 1955年（昭和30年）9月17日 - 仮釈放
- 1956年（昭和31年） - 産業計画会議委員
- 1958年（昭和33年） - 正式赦免。5月の第28回衆議院議員総選挙に自由民主党公認（旧東京3区）から立候補し初当選、以後5期連続当選
- 1963年（昭和38年）7月 - 第2次池田第3次改造内閣に法務大臣として入閣。続く第3次池田内閣にも留任
- 1972年（昭和47年）11月 - 政界引退。
- 1977年（昭和52年）4月28日 - 死去。88歳没。

## 人物
- 囲碁を好んだ。段位は六段。巣鴨プリズン服役中は井野碩哉らと碁を囲んだという。

- 戦没将兵の単なる遺族互助団体だった「日本遺族厚生連盟」を「日本遺族会」と改称し右傾化させた張本人と目されたり、またA級戦犯として有罪判決を受け服役しながらも赦免後に要職に就いたことを批判されたりもしたが、その一方でタカ派ながら過去の敗戦責任を痛感して叙勲を辞退したり、巣鴨で服役中に刑場に向かうA級戦犯を目の当たりにした経験から法務大臣当時は死刑執行に否定的という一面もあった。事実、賀屋が法務大臣だった1964年（昭和39年）は日本の近世以降初めて死刑が実施されない年となった。

- 石原慎太郎が尊敬する政治家の一人で、「あんなに冷静で、人を食ってて、明晰だった人はいません」と評価している。話し合い、議論して、相手の言うことの筋が通らない場合には徹底的に論破し、軽蔑の上突き放すという、風貌に似合わぬところがあった。剃刀というよりも短刀のような人物だったという。石原は、日本の戦後にかつてはいた大官僚からいい政治家になった人物として賀屋を挙げ、その理由として戦中に軍と戦ったからと述べている。賀屋は初めて日本で統制経済をやった人物と評価し、賀屋自身も「こんな貧乏な国が3年間も戦争できたのは、私の財政のおかげですよ」と言っていたという[13]。また石原は賀屋をモデルにした小説『公人』を書いており、それに賀屋自身も感動し、自らも小説を書いてみたいという書簡を石原宛へ送っていたことが後年判明している[14]。

- 妻とは熱烈な恋愛結婚で、妻の通夜の晩には一晩中妻の体をさすっていた。翌日葬儀屋が棺に遺体を入れるときに「体が温かいですね」と言われるほどだった[15]。

- 日本社会党の委員長を務めた河上丈太郎とは旧制第一高等学校時代からの友人で、河上が死去したときは追悼文を書いたことでも知られている[16]。

- 平沼赳夫の平沼家とは近所付き合いがあり、平沼は学生時代には賀屋の孫の家庭教師をしていた。平沼が政治家としての実質的なスタートとなる佐藤栄作の秘書になるのも賀屋の口利きだという[17][18]。

## 栄典

### 位階
- 1920年（大正9年）3月30日 - 従七位[19]
- 1921年（大正10年）1月31日 - 正七位[19]
- 1923年（大正12年）2月10日 - 従六位[19]
- 1927年（昭和2年）8月1日 - 従五位[19]
- 1932年（昭和7年）9月1日 - 正五位[19]
- 1937年（昭和12年）2月15日 - 従四位[19]
- 1937年（昭和12年）6月15日 - 従三位[19]
- 1938年（昭和13年）6月13日 - 正三位[19]

### 勲章等
- 1926年（大正15年）7月12日 - 銀杯一組[19]
- 1930年（昭和5年）10月15日 - 勲六等瑞宝章[19]
- 1931年（昭和6年）10月31日 - 単光旭日章[19]
- 1931年（昭和6年）12月12日 - 勲五等瑞宝章[19]
- 1934年（昭和9年）4月29日 - 勲四等旭日小綬章[19]
- 1937年（昭和12年）3月5日 - 勲三等瑞宝章[19]
- 1937年（昭和12年）7月5日 - 勲二等瑞宝章[19]
- 1943年（昭和18年）7月14日 - 勲一等瑞宝章[19]
  - 1946年（昭和21年） - 勲一等瑞宝章返上（時局に鑑み真に恐懼に堪えざるため）[20]

### 外国勲章佩用允許
- 1938年（昭和13年）4月28日 - 満州帝国：勲一位柱国章[19][21]
- 1943年（昭和18年）7月14日 - 中華民国：特級同光勲章[22]

## 著書
- 『銃後の財政経済』河出書房 1937
- 『戦時下の経済生活』今日の問題社 1938
- 『長期戦と経済報国』朝日新聞社 1938
- 『転換期日本の財政と経済』朝日新聞社 1940
- 『精神・身体・家計』大政翼賛会宣伝部 1943
- 『"所得二倍増"経済十ヶ年計画に対する注文』新政経研究会 1959
- 『私の履歴書 第19集　賀屋興宣』日本経済新聞社 1963
- 『健康長寿若返り』経済往来社 1964
- 『新旧の対決か調和か』石原慎太郎共著 経済往来社 1969
- 『日中関係の問題点』尾崎行雄記念財団 指導者シリーズ 1971（講演冊子）
- 『戦前・戦後八十年』浪曼 1972、経済往来社 1976
- 『このままでは必ず起る日本共産革命』浪曼 1973
- 『渦の中 賀屋興宣遺稿抄』賀屋正雄・賀屋和子編（私家版、1979）

## 伝記ほか
- 宮村三郎『評伝 賀屋興宣』 おりじん書房、1977年
- 『昭和大蔵省外史』上下、有竹修二・今村武雄編、昭和大蔵省外史刊行会、1968年
- 『聞書戦時財政金融史　昭和財政史史談会記録』大蔵省大臣官房調査企画課編、大蔵財務協会、1978年